# Aurel Vlaicu

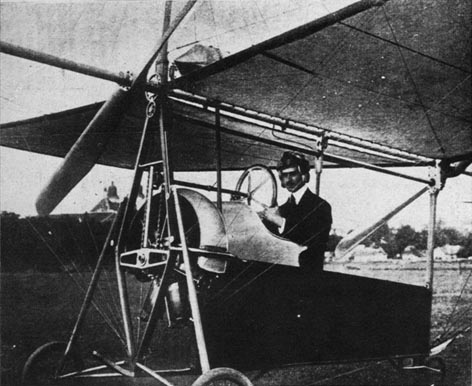
Aurel no controle do Vlaicu II

Aurel Vlaicu (19 de novembro de 1882 – 13 de setembro de 1913) foi um engenheiro, inventor, projetista de aviões e pioneiro da aviação romeno.

## Vida
Aurel Vlaicu nasceu em Binţinţi (hoje Aurel Vlaicu) perto de Orăștie, Transilvânia. Ele completou seus estudos do ensino médio na escola calvinista de Orăştie, rebatizada de "Liceul Aurel Vlaicu" em sua homenagem em 1919, e obteve seu bacharelado em Sibiu em 1902.
Posteriormente, ele continuou seus estudos na Universidade Técnica de Budapeste e na Universidade Ludwig-Maximilians de Munique, onde se formou em engenharia em 1907.
Depois de se formar, o pioneiro da aviação começou a trabalhar na fábrica de automóveis Opel em Rüsselsheim, de onde logo saiu para retornar ao seu país natal, onde construiu um planador que pilotou pessoalmente em 1909.
Mais tarde nesse mesmo ano mudou-se para Bucareste, onde se dedicou à construção do avião Vlaicu I que descolou, pilotado pelo próprio Vlaicu, a 17 de junho de 1910; com o modelo seguinte, o Vlaicu II de 1911, Vlaicu ganhou vários prêmios em 1912 pela notável soma de 7 500 coroas austro-húngaras ao participar de uma competição aérea em Aspern, perto de Viena, que contou com a presença de outros 42 aviadores, incluindo Roland Garros.
Morreu em 1913 próximo a Câmpina enquanto tentava cruzar os Cárpatos a bordo de sua aeronave Vlaicu II.
O modelo Vlaicu III todo em metal, no qual ele estava trabalhando e que foi encomendado pela Marconi Company para experimentar alguns sistemas de rádio, foi concluído por alguns de seus amigos.

Durante sua curta carreira, Vlaicu construiu três aviões, dos quais o último, o Vlaicu III, foi confiscado em 1916 durante a ocupação alemã de Bucareste e enviado para a Alemanha, onde foi visto voando pela última vez durante um show aéreo em Berlim em 1942.